# Alina Astafei
Alina Astafei (Bucarest, Rumania, 7 de junio de 1969) es una atleta alemana de origen rumano, especializada en la prueba de salto de altura en la que llegó a ser subcampeona mundial en 1995.

## Carrera deportiva
En los |JJ. OO. de Barcelona 1992, cuando representaba a su país de origen Rumania, ganó la medalla de plata en salto de altura, con un salto de 2.00 metros, tras la alemana Heike Henkel (oro con 2.02 m) y por delante de la cubana Joanet Quintero (bronce con 1.97 m).
En el Mundial de Gotemburgo 1995 ganó la medalla de plata en salto de altura, con un salto de 1.99 metros, quedando tras la búlgara Stefka Kostadinova que saltó 2.01 metros, y por delante de Inha Babakova, 1.99 m pero en más intentos.